# Masters de Canadá 1980
El Abierto de Canadá 1980 (también conocido como 1980 Player's Canadian Open por razones de patrocinio) fue un torneo de tenis jugado sobre pista dura. Fue la edición número 91 de este torneo. El torneo masculino formó parte del circuito ATP. La versión masculina se celebró entre el 11 de agosto y el 17 de agosto de 1980.

## Campeones

### Individuales masculinos
Ivan Lendl vence a  Björn Borg, 4–6, 5–4 (Borg retired).

### Dobles masculinos
Bruce Manson /  Brian Teacher vencen a  Heinz Günthardt /  Sandy Mayer, 6–3, 3–6, 6–4.

### Individuales femeninos
Chris Evert-Lloyd vence a  Virginia Ruzici, 6–3, 6–1.

### Dobles femeninos
Andrea Jaeger /  Regina Maršíková vencen a  Ann Kiyomura /  Betsy Nagelsen, 6–1, 6–3.